# Ceatalchioi
Ceatalchioi es una comuna ubicada en el distrito de Tulcea, Rumania.

## Superficie
Posee una superficie de 115,0 kilómetros cuadrados.

## Demografía
Hasta 2021 la población era de 531 habitantes, con una densidad de población de 4,619 habitantes por kilómetro cuadrado.